# Pauline Lesley Perry
Pauline Lesley Perry (n. 1927) es una botánica sudafricana.

## Algunas publicaciones

### Libros
- pauline l. Perry. 1999. Bulbinella in South Africa. Editor National Botanical Institute, 78 pp.

- deirdré a. Snijman, pauline l. Perry .1994.  A revision of the genus Eriospermum (Eriospermaceae). Contributions from the Bolus Herbarium. Editor Bolus Herbarium, University of Cape Town, 320 pp. ISBN 0799215309

- –---------------------, -----------------. 1994b. Systematics of Hessea, Strumaria and Carpolyza (Amaryllideae: Amaryllidaceae). Contributions from the Bolus Herbarium. Editor Bolus Herbarium, University of Cape Town, 320 pp. ISBN 0799215309

## Honores

### Epónimos[1]
- (Amaryllidaceae) Bokkeveldia perryae (Snijman) D.Müll.-Doblies & U.Müll.-Doblies[2]

- (Amaryllidaceae) Strumaria perryae Snijman[3]

- (Begoniaceae) Begonia perryae L.B.Sm. & Wassh.[4]

- (Hyacinthaceae) Lachenalia perryae G.D.Duncan[5]

- (Myrtaceae) Syzygium perryae I.M.Turner[6]

- (Orchidaceae) Maxillaria perryae Dodson[7]

- (Orchidaceae) Notylia perryae Dodson [8]

- (Rutaceae) Melicope perryae T.G.Hartley[9]

- (Sterculiaceae) Sterculia perryae Kosterm.[10]

- La abreviatura «P.L.Perry» se emplea para indicar a Pauline Lesley Perry como autoridad en la descripción y clasificación científica de los vegetales.[11]